# اریک گارستی
اریک گارستی (انگلیسی: Eric Garcetti؛ زادهٔ ۴ فوریهٔ ۱۹۷۱) یک سیاست‌مدار اهل ایالات متحده آمریکا است.
وی از ۱ ژوئیه ۲۰۱۳ شهردار لس آنجلس می‌باشد